# Campeonato Equatoriano de Futebol de 2025 – Segunda Divisão
O Série B de 2025, denominado oficialmente LigaPro Ecuabet Série B de 2025 por motivos de patrocínio, é a 48.ª edição da Série B do Campeonato Equatoriano de Futebol e a sétima (7.ª) sob a denominação de LigaPro. O torneio é organizado pela Liga Profissional de Futebol do Equador (LigaPro), entidade responsável pelo futebol profissional equatoriano, e concede duas vagas para a Série A da temporada seguinte. A competição começou no dia 18 de março e está prevista para terminar em outubro.
Os clubes Atlético Vinotinto, da província de Pichincha, e o 22 de Julio, da província de Esmeraldas, foram os promovidos da Série B para esta temporada. Por outro lado, Imbabura e Cumbayá foram rebaixados da Série A em 2024.

## Regulamento

### Sistema de disputa
O sistema de disputa e o número de participantes foram confirmados pela Federação Equatoriana de Futebol (FEF) e pela LigaPro. Essa configuração mudou em relação à temporada anterior, como consequência do aumento para 12 clubes, aprovado pela LigaPro em 4 de dezembro de 2023, durante o Conselho de Presidentes, e ratificado em 31 de janeiro de 2025, pelo Congresso Ordinário da FEF.
A Série B de 2025, conforme estabelecido pela LigaPro, é disputado por 12 equipes, em duas fases: uma fase regular (ou classificatória) e uma fase final (ou de acesso). No total, serão 32 rodadas, com início em março.
A fase regular, no formato de todos contra todos, terá 22 rodadas. Ao final dessa etapa, os seis primeiros colocados avançam para a fase final pelo acesso, enquanto os outros seis seguem para a fase final pelo rebaixamento. Em ambas as fases finais, os times carregam os pontos e gols conquistados na fase regular.
A fase final de acesso também será jogada no sietam de todos contra todos, com 10 rodadas. O time que terminar em primeiro será proclamado campeão, enquanto o segundo colocado será o vice-campeão — ambos conquistarão o acesso à Série A de 2026.
Já a fase final de rebaixamento também segue o formato de todos contra todos (10 rodadas). Ao término, os quatro últimos colocados cairão para a Segunda Categoria de 2026, aguardando ainda a confirmação da quantidade de promovidos do Ascenso Nacional de 2025 para ratificar o número de clubes da Série B para o próximo ano.
Os clubes filiais (ou "times B") não poderão ser promovidos. Caso se classifiquem em posições que dariam acesso, sua vaga será repassada ao time melhor colocado na fase final de acesso.

### Critérios de desempate
A classificação dos times, tanto na fase regular quanto na fase final pelo acesso e rebaixamento, obedecerá à seguinte ordem de critérios:
1. Maior número de pontos.
2. Maior saldo de gols.
3. Maior número de gols marcados.
4. Maior número de gols marcados como visitante.
5. Melhor desempenho nos confrontos diretos naquela etapa.

Caso ainda haja empate, o último critério se subdivide:
- Na fase regular, será decidido por sorteio público.
- Nas fases finais, prevalecerá a equipe que terminou melhor colocada na fase regular.

## Participantes
| Clube                 | Cidade     | Província  | Estádio                      | Capacidade |
| 22 de Julio           | Esmeraldas | Esmeraldas | Folke Anderson               | 14 000     |
| 9 de Octubre          | La Troncal | Cañar      | Municipal de La Troncal      | 04 000     |
| Atlético Vinotinto    | Quito      | Pichincha  | Olímpico Atahualpa           | 38 258     |
| Chacaritas            | Pelileo    | Tungurahua | Coronel José Silva Romo      | 08 000     |
| Cumbayá               | Cayambe    | Pichincha  | Olímpico Guillermo Albornoz  | 12 000     |
| Gualaceo              | Gualaceo   | Azuay      | Gerardo León Pozo            | 02 791     |
| Guayaquil City        | Guayaquil  | Guayas     | Christian Benítez Betancourt | 10 152     |
| Imbabura              | Ibarra     | Imbabura   | Olímpico de Ibarra           | 17 300     |
| Independiente Juniors | Sangolquí  | Pichincha  | Chubb Arena                  | 01 000     |
| Leones                | Atuntaqui  | Imbabura   | Olímpico de Ibarra           | 17 300     |
| San Antonio           | Ibarra     | Imbabura   | Olímpico de Ibarra           | 17 300     |
| Vargas Torres         | Esmeraldas | Esmeraldas | Folke Anderson               | 14 000     |

## Fase regular

### Classificação
| Pos | Equipe                | Pts | J  | V | E | D  | GP | GC | SG  | Classificação             |
| --- | --------------------- | --- | -- | - | - | -- | -- | -- | --- | ------------------------- |
| 1   | Leones                | 31  | 17 | 8 | 7 | 2  | 19 | 9  | +10 | Hexagonal do Acesso       |
| 2   | Gualaceo              | 31  | 17 | 8 | 7 | 2  | 25 | 20 | +5  | Hexagonal do Acesso       |
| 3   | 9 de Octubre          | 29  | 17 | 8 | 5 | 4  | 18 | 11 | +7  | Hexagonal do Acesso       |
| 4   | Guayaquil City        | 27  | 17 | 7 | 6 | 4  | 25 | 14 | +11 | Hexagonal do Acesso       |
| 5   | San Antonio           | 25  | 17 | 7 | 4 | 6  | 17 | 16 | +1  | Hexagonal do Acesso       |
| 6   | Cumbayá               | 23  | 17 | 6 | 5 | 6  | 16 | 18 | −2  | Hexagonal do Acesso       |
| 7   | Atlético Vinotinto    | 22  | 17 | 6 | 4 | 7  | 23 | 23 | 0   | Hexagonal do Rebaixamento |
| 8   | Independiente Juniors | 22  | 17 | 6 | 4 | 7  | 18 | 20 | −2  | Hexagonal do Rebaixamento |
| 9   | Vargas Torres         | 21  | 17 | 4 | 9 | 4  | 22 | 19 | +3  | Hexagonal do Rebaixamento |
| 10  | 22 de Julio           | 19  | 17 | 4 | 7 | 6  | 15 | 21 | −6  | Hexagonal do Rebaixamento |
| 11  | Imbabura              | 12  | 17 | 2 | 6 | 9  | 19 | 23 | −4  | Hexagonal do Rebaixamento |
| 12  | Chacaritas            | 9   | 17 | 1 | 6 | 10 | 14 | 37 | −23 | Hexagonal do Rebaixamento |

## Hexagonal do Acesso
Será disputada pelos 6 (seis) clubes mais bem colocados na classificação geral da fase regular. Os clubes mantêm os pontos conquistados na fase anterior. As equipes se enfrentam em turno e returno, totalizando 10 rodadas e 30 jogos. O clube com maior número de pontos ao final do Hexagonal conquista o título da Série B e assegura a promoção à Série A, juntamente com o vice-campeão. Caso um dos clubes classificados seja considerado filial, a vaga será transferida ao clube seguinte melhor colocado no Hexagonal. Em caso de igualdade de pontos, os critérios de desempate são, na ordem: 1) melhor saldo de gols, 2) mais gols marcados, 3) mais gols marcados como visitante, 4) melhor desempenho nos confrontos diretos no Hexagonal, 5) melhor posição na classificação geral ao término da fase regular.

### Classificação doAscenso
| Pos | Equipe             | Pts | J | V | E | D | GP | GC | SG | Classificação                 |
| --- | ------------------ | --- | - | - | - | - | -- | -- | -- | ----------------------------- |
| 1   | 1º lugar na Fase 1 | 0   | 0 | 0 | 0 | 0 | 0  | 0  | 0  | Campeão e promovido à Série A |
| 2   | 2º lugar na Fase 1 | 0   | 0 | 0 | 0 | 0 | 0  | 0  | 0  | Promovido à Série A           |
| 3   | 3º lugar na Fase 1 | 0   | 0 | 0 | 0 | 0 | 0  | 0  | 0  |                               |
| 4   | 4º lugar na Fase 1 | 0   | 0 | 0 | 0 | 0 | 0  | 0  | 0  |                               |
| 5   | 5º lugar na Fase 1 | 0   | 0 | 0 | 0 | 0 | 0  | 0  | 0  |                               |
| 6   | 6º lugar na Fase 1 | 0   | 0 | 0 | 0 | 0 | 0  | 0  | 0  |                               |

## Hexagonal do Rebaixamento
Os 6 últimos colocados da fase classificatória disputam o Hexagonal do Rebaixamento, mantendo os pontos da fase anterior. As equipes se enfrentam em turno e returno (10 rodadas, 30 jogos). Ao final, os dois últimos descem para a Segunda Categoria. Em caso de empate em pontos, os critérios de desempate são: 1) saldo de gols, 2) gols marcados, 3) gols como visitante, 4) desempenho nos confrontos diretos no Hexagonal, 5) posição na fase classificatória.

### Classificação doDescenso
| Pos | Equipe              | Pts | J | V | E | D | GP | GC | SG | Classificação                  |
| --- | ------------------- | --- | - | - | - | - | -- | -- | -- | ------------------------------ |
| 1   | 7º lugar na Fase 1  | 0   | 0 | 0 | 0 | 0 | 0  | 0  | 0  |                                |
| 2   | 8º lugar na Fase 1  | 0   | 0 | 0 | 0 | 0 | 0  | 0  | 0  |                                |
| 3   | 9º lugar na Fase 1  | 0   | 0 | 0 | 0 | 0 | 0  | 0  | 0  |                                |
| 4   | 10º lugar na Fase 1 | 0   | 0 | 0 | 0 | 0 | 0  | 0  | 0  |                                |
| 5   | 11º lugar na Fase 1 | 0   | 0 | 0 | 0 | 0 | 0  | 0  | 0  | Rebaixados à Segunda Categoria |
| 6   | 12º lugar na Fase 1 | 0   | 0 | 0 | 0 | 0 | 0  | 0  | 0  | Rebaixados à Segunda Categoria |

## Premiação
| LigaPro Ecuabet Série B de 2025 Segunda Divisão do Campeonato Equatoriano de Futebol |
| ------------------------------------------------------------------------------------ |
| EM DISPUTA Campeão (?.º título da terceira divisão)                                  |